# Bauzulieferer
Unter der Branche der Bauzulieferer versteht man alle Industriezweige, die auf dem Hoch- und Tiefbau sowie Spezialbau Dienstleistungen, Produkte und Arbeitsstunden kommerziell anbieten und damit Geld verdienen.

## Definition
In einer weit verbreiteten Definition bezeichnet Christopher (1998) eine Lieferkette als das Netzwerk von Organisationen, die über vor- und nachgelagerte Verbindungen an den verschiedenen Prozessen und Tätigkeiten der Wertschöpfung in Form von Produkten und Dienstleistungen für den Endkunden beteiligt sind.
Die Lieferkette berücksichtigt somit ein Unternehmen, dessen Zulieferer, die Zulieferer der Zulieferer usw. sowie dessen Kunden, die Kunden der Kunden usw. Zu beachten ist dabei insbesondere, dass auch der Endkunde Teil der Lieferkette ist. In einer engen Auffassung wird die Lieferkette als Triade aus direkten Lieferanten, eigenem Unternehmen und direkten Kunden verstanden; dieser Auffassung fehlt die ganzheitliche, integrierende Betrachtung von den Rohstofflieferanten bis zu den Endkunden.